# Sylvain Van de Weyer
Jean-Sylvain Van de Weyer, född 19 januari 1802, död 23 maj 1874 i London, var en belgisk politiker (liberal).
Van de Weyer blev efter belgiska revolutionens utbrott 1830 ledamot av den provisoriska regeringen och 1831 utrikesminister samt verkade för prins Leopold av Coburgs kandidatur till Belgiens tron. Han var 1831-1867 belgiskt sändebud i London med ett kort avbrott 30 juli 1845-31 mars 1846, då han som premiärminister stod i spetsen för den belgiska ministären.